# Cueva de Trescalabres
La Cueva de Trescalabres se encuentra en la parroquia de Posada de Llanes, en el concejo asturiano de Llanes.
Se trata de una cueva con pequeñas representaciones rupestres y restos de herramientas pertenecientes a los periodos solutrense y asturiense.
Las pinturas existentes representan a un uro completo, una cabeza de uro un signo vulvar y unas serie de líneas sueltas. Todas estas pinturas están trazadas con tinte rojo pertenecientes al estilo III.
Está protegida bajo la denominación de Bien de Interés Cultural.
- Datos: Q5794182